# جيرالين تالي
جيراليان تالي (23 مايو 1899-17 يونيو 2015) كانت معمرة أمريكية، حيث كانت تبلغ من العمر 116 عامًا و25 يومًا، لتصبح أكبر شخص على قيد الحياة في العالم. كان يُعتقد سابقًا أنها أكبر معمرة أمريكية على قيد الحياة ، منذ وفاة إلسي تومسون في 21 مارس 2013، حتى تم التحقق من أن جيرترود ويفر أكبر سنًا في يوليو 2014. عند وفاة ويفر في 6 أبريل 2015، تم الاعتراف بتالي كأكبر شخص حي في العالم. تلقت تالي رسائل من الرئيس الأمريكي باراك أوباما في عيد ميلادها الـ114 والـ116 للاعتراف بمكانتها.

## سيرتها
وُلِدت تالي في 23 مايو 1899 في جورجيا . كانت واحدة من 12 طفلاً  قضت سنواتها الأولى تعيش في مزرعة تجمع القطن والفول السوداني وتحصد البطاطا الحلوة. انتقلت إلى إنكستر، ميشيغان في عام 1935، وعاشت هناك حتى وفاتها. وفي عام 1936، تزوجت من ألفريد تالي (30 يناير 1893 – 17 أكتوبر 1988). تزوجت جيراليان وألفريد لمدة 52 عامًا حتى وفاته.  كان لديهم طفل واحد، وهي ابنة، ولدت في عام 1937. كان لدى تالي ثلاثة أحفاد، وعشرة من أبناء الأحفاد، وأربعة من أبناء أحفاد الأحفاد.

## نمط حياتها
وفقًا لابنتها ثيلما، ظلت جيراليان نشطة في حياتها اللاحقة من خلال خياطة الفساتين وصنع اللحاف ولعب ماكينات القمار في الكازينوهات. ظلت تلعب البولينج حتى بلغت 104 أعوام، عندما أصبحت ساقاها ضعيفتين للغاية، ولكنها استمرت في الذهاب في رحلات صيد سنوية مع صديقها مايكل كينلوش وابنه تايلر، الذي كان أيضًا عرابها.
كانت تالي عضوًا في كنيسة المعمدانيين التبشيرية في القدس الجديدة، حيث كان أعضاؤها يشيرون إليها باسم "الأم تالي". في مايو 2013، احتفلوا بعيد ميلادها الـ114 من خلال تسمية الطريق المؤدي إلى الكنيسة باسمها رسميًا. كما تلقت تالي أيضًا رسالة شخصية من الرئيس الأمريكي باراك أوباما ، الذي كتب أنها "جزء من جيل غير عادي. في عيد ميلادها الـ116، تلقت تالي رسالة أخرى من أوباما الذي كتب فيها أن "سعة خبرتها وعمق حكمتها يعكسان المسار الطويل الذي سلكته أمتنا منذ عام 1899.
قالت أنها تعيش وفقا للقاعدة الذهبية. كانت معروفة في المجتمع بحكمتها وذكائها، وعندما طلب الناس نصيحتها أخبرتهم باستخدام الحس السليم، قائلة: "ليس لدي الكثير من التعليم ولكن القليل من الحس الذي حصلت عليه، أحاول استخدامه".

## وفاتها
في 17 يونيو 2015، توفيت تالي بعد أسبوع من دخولها المستشفى. وكانت قد صلت لكي لا تعاني قبل الموت، ويقال إنها ماتت بسلام أثناء نومها في منزلها في إنكستر. فيما يتعلق بعمرها الكبير، نُقل عنها قولها "لا يوجد شيء يمكنني فعله حيال ذلك". بعد وفاتها، أصبحت سوزانا موشات جونز أكبر شخص معمر في العالم.